# Луостаринен, Ээту
Ээту Луостаринен (фин. Eetu Luostarinen; род. 2 сентября 1998, Сийлинъярви, Восточная Финляндия) — финский профессиональный хоккеист, нападающий клуба национальной хоккейной лиги «Флорида Пантерс». Игрок сборной Финляндии по хоккею с шайбой. Чемпион мира 2019 года. Обладатель Кубка Стэнли 2024 и 2025 годов.

## Клубная карьера
Луостаринен начал играть за финский клуб «КалПу» в сезоне 2016/17 годов. Во время своего дебютного сезона Ээту продлил контракт до 2020 года.
В сезоне 2018/19 годов Луостаринен занял первое место в составе клуба по количеству забитых шайб (15) и второе место по результативности, набрав 36 очков в 54 матчах регулярного чемпионата Финляндии.
30 мая 2019 года Луостаринен покинул «КалПу» и подписал трёхлетний контракт с «Каролина Харрикейнз».
В сезоне 2019/20 года Луостаринен был заигран за «Шарлотт Чекерс». Продемонстрировав атакующий потенциал, набрав 7 очков в 10 матчах, Луостаринен был впервые вызван в основу «Каролины» и 7 ноября 2019 года дебютировал в НХЛ, уступив «Нью-Йорк Рейнджерс» со счётом 4:2. Он записал на свой счёт первое очко и результативную передачу в своей третьей игре в НХЛ, а «Каролина» одержала победу со счётом 8:2 над «Оттава Сенаторз». После 8 игр за «Харрикейнз» Луостаринен был возвращён в фарм-клуб и продолжил сезон в «Чекерс».
24 февраля 2020 года во время дедлайна торгов в НХЛ Луостаринен был обменян «Харрикейнз» вместе с Эриком Хаулой, Лукасом Уоллмарком и Чейзом Приски во «Флориду Пантерз». Он был немедленно переведён в аффилированный клуб АХЛ «Спрингфилд Тандербердз».
18 августа 2020 года Луостаринен согласился вернуться в свой бывший финский клуб «КалПа» на правах аренды до начала отложенного североамериканского сезона 2020/21 годов.
С сезона 2020/2021 года финский нападающий регулярно выступал за «Флориду Пантерз». В сезоне 2022/23 годов на его счету 17 заброшенных шайб в 82 играх регулярного чемпионата, а также 2 шайбы в Кубке Стэнли.

## Карьера в сборной
В 2019 году в составе сборной Финляндии принял участие в чемпионате мира, который состоялся в Словакии. Несмотря на быстрое завершение турнира, в четвёртой игре против сборной Великобритании получил травму колена, в составе своей команды стал чемпионом мира.

## Достижения

### Командные
| Год  | Команда         | Достижение              | Достижение |
| ---- | --------------- | ----------------------- | ---------- |
| 2024 | Флорида Пантерз | Обладатель Кубка Стэнли |            |
| 2025 | Флорида Пантерз | Обладатель Кубка Стэнли |            |